# مزرعة (خلخال)
مزرعة هي قرية في مقاطعة خلخال، إيران. يقدر عدد سكانها بـ 191 نسمة بحسب إحصاء 2016.